# Offersteen

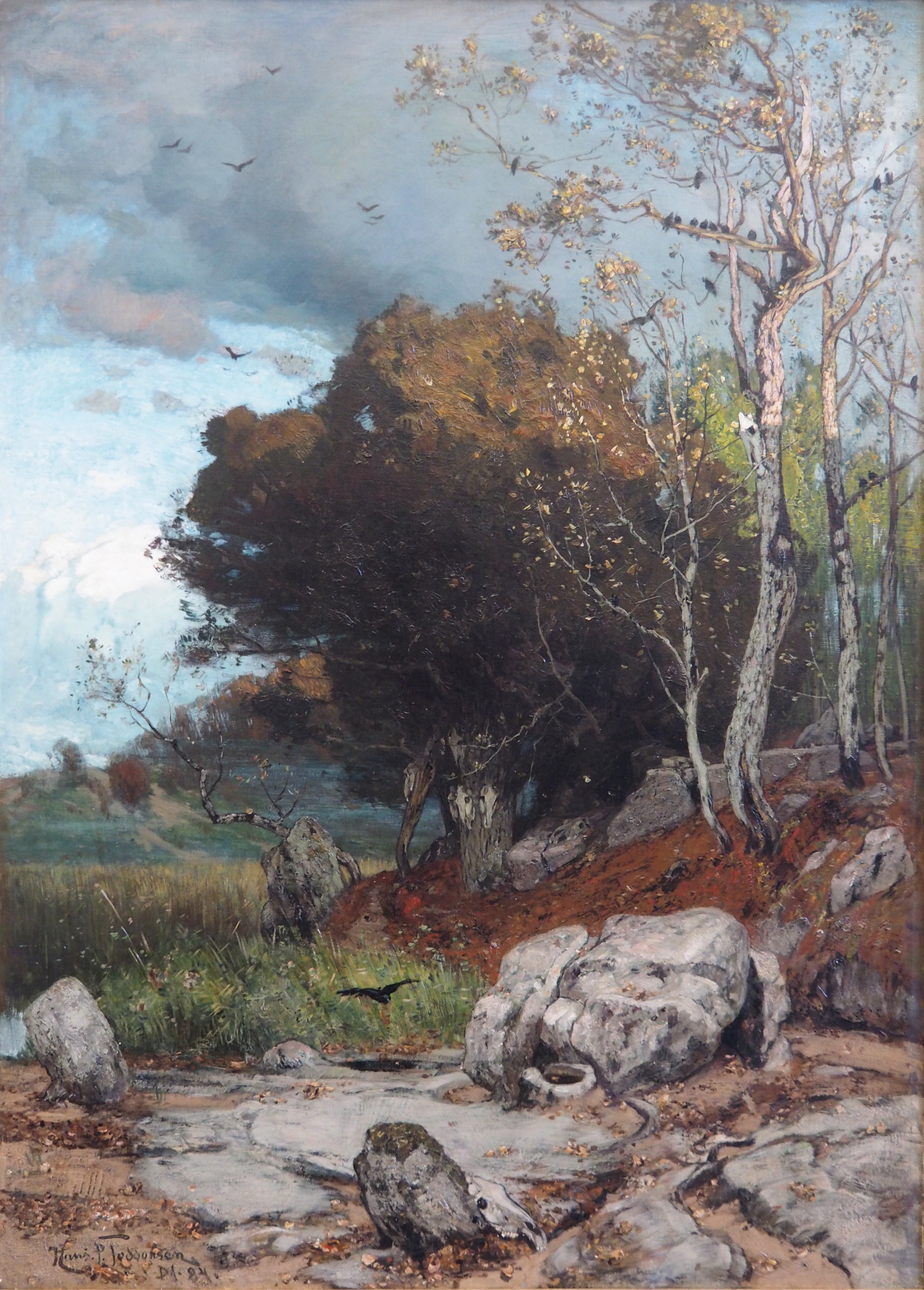
Offersteen, schilderij in Museumsberg Flensburg, geschilderd door Hans Peter Feddersen, 1884

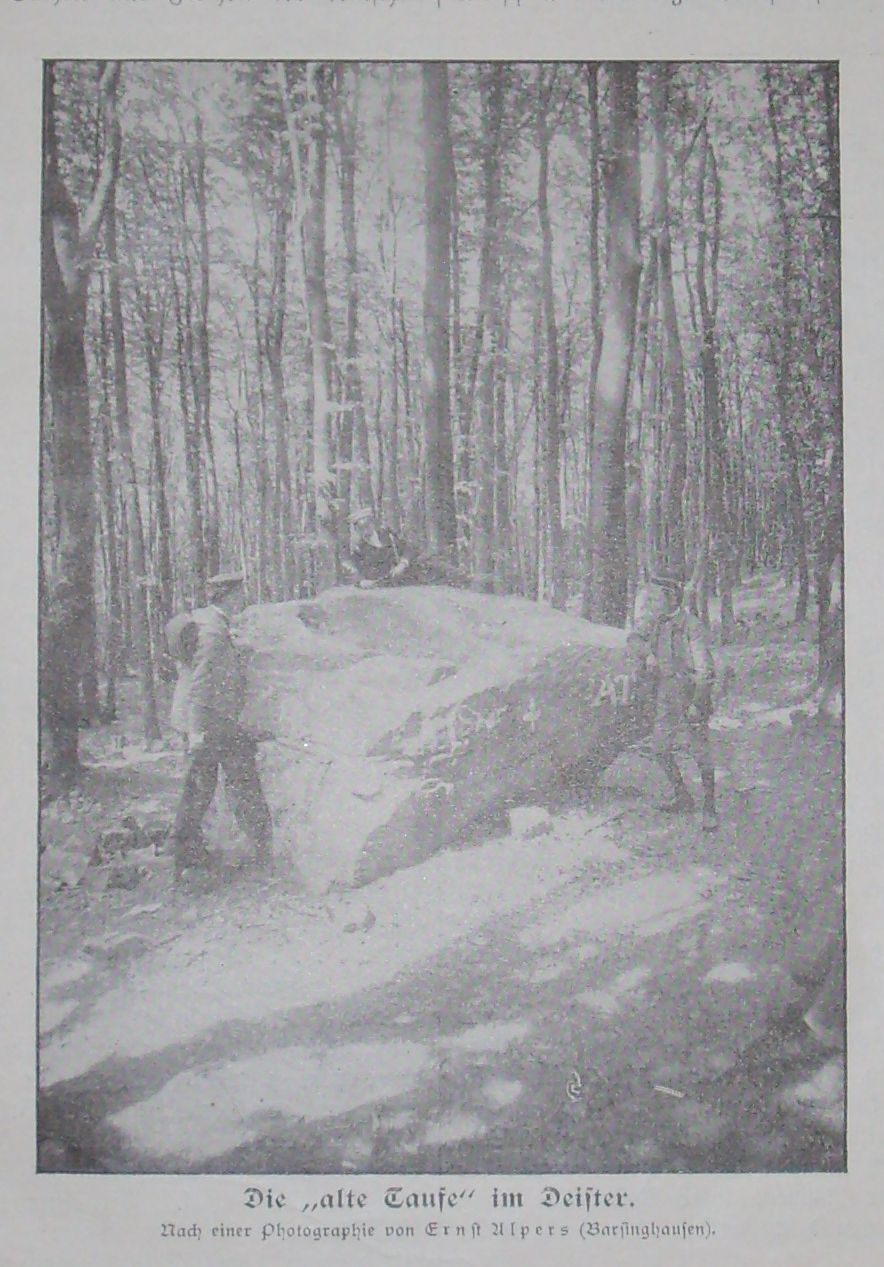
Alte Taufe, 1897

Een offersteen is een bijzonder gevormde of vormgegeven steen. Offerstenen komen over de hele wereld voor.
In de negentiende en twintigste eeuw werd een bloedig offer-ritueel van de Germanen verbonden aan dit soort stenen in Noord-Europa. Er zijn hier echter geen bewijzen voor. In de archeologie zijn napjesstenen bekend. Ook bepaalde hunebedden zijn als offersteen bekend.

## Voorbeelden
Voorbeelden van offerstenen zijn:
- de offersteen bij de kerk van Neutz-Lettewitz
- de offersteen bij de kerk in Borne (Overijssel) [1]
- de voormalige offersteen Härjakivi in Suur-Pahila
- de zwerfsteen voor de Sint-Lambertuskerk (Heemse)
- de offersteen bij Rae
- de bloedsteen bij landgoed Kernhem
- de offersteen van Kuusalu
- de Keltische offersteen van Maria Taferl
- de offersteen (thans gebruikt als altaar; Mars Camulus-Weihestein) in de Rindern
- de offersteen bij de Hexentanzplatz
- Matthiesings Opferstein nabij Großsteingrab Wiemelsberger Steine
- de katoda (Marapu)
- de offersteen op de riva ("Fidasiana") bij Ambohimanga
- offerstenen bij Ganuenta, opgedragen aan Nehalennia (godin)
- een in 1968 gevonden Romeinse offersteen bij Roermond
- offerstenen op Rügen
- de Koedepsta, een offersteen uit de dolmencultuur van de Westelijke Kaukasus
- Alte Taufe
- Heidenopferstein op de Staffelsberg
- de Hollener Opferstein
- de offersteen bij Wüsten (Bad Salzuflen)
- de offersteen bij Väkra

## Plaatsnamen
- Harich zou verwijzen naar een steenhoop dat een offersteen zou zijn geweest, afgeleid van het Germaanse woord harug.
- Hargen wordt ook in verband gebracht met
- Chimalistac zou plaats van de offersteen kunnen betekenen

## Hunebedden

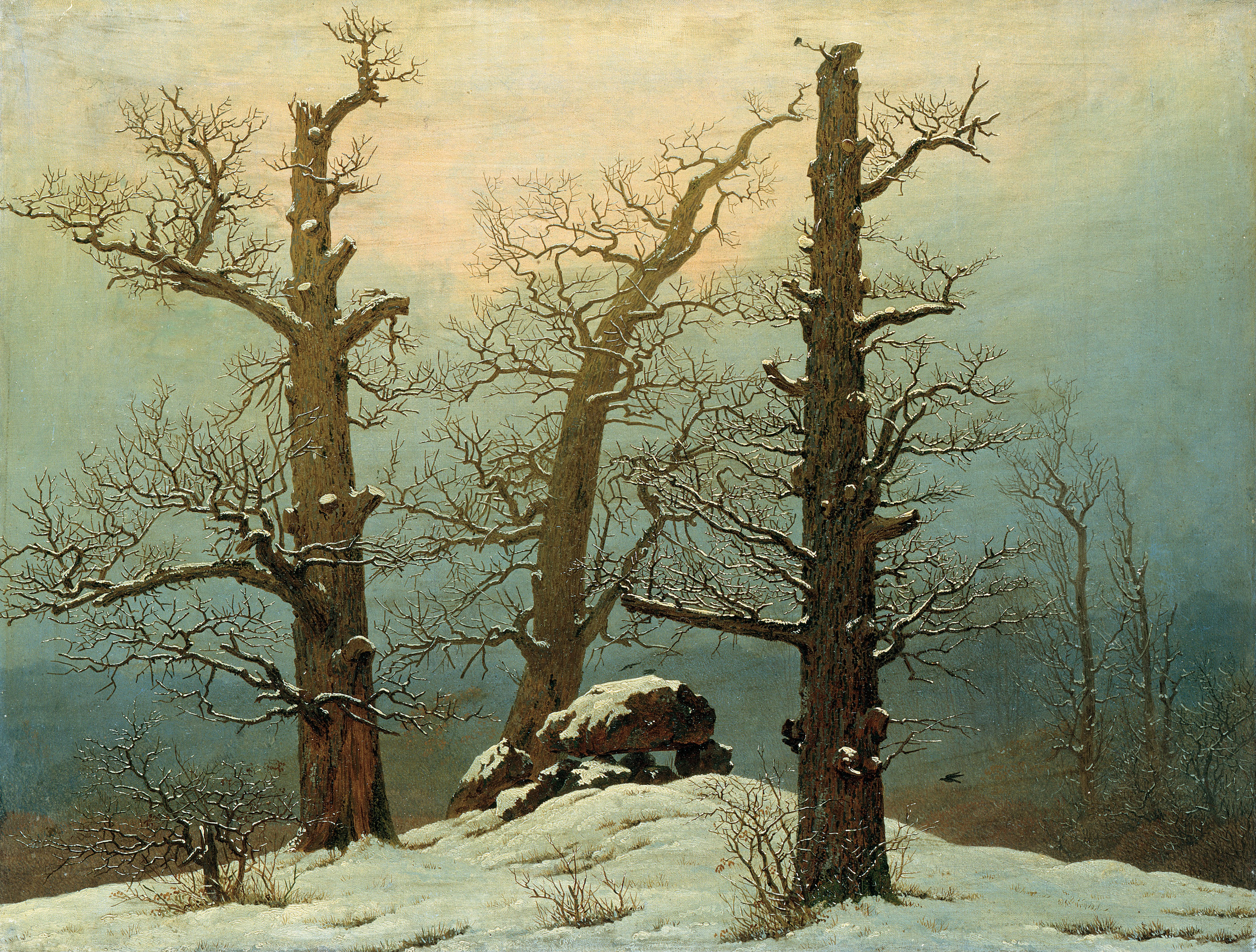
Caspar David Friedrich schilderde dit, inmiddels verdwenen, hunebed met drie oude eiken. In 1818 liet de burgemeester van Gützkow (Johann Balthasar Pütter) het hunebed, dat in de volksmond 'Opferstein' genoemd werd, opblazen.

De volgende hunebedden worden in verband gebracht met offerstenen:
- D17 (hunebed)
- D18 (hunebed)
- Großsteingrab Marienborn 1

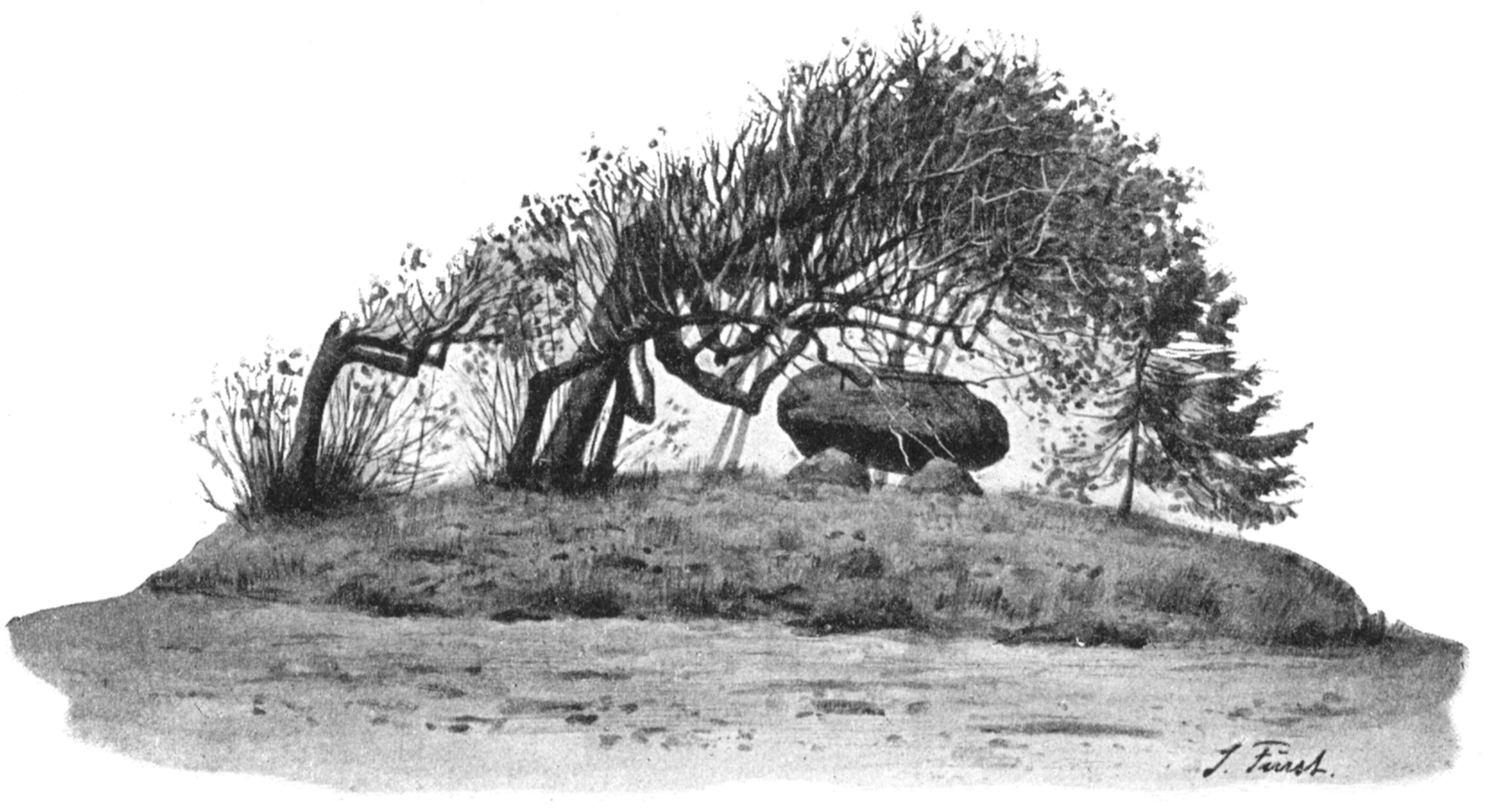
Het hunebed Opferstein bij Albersdorf, ca. 1895
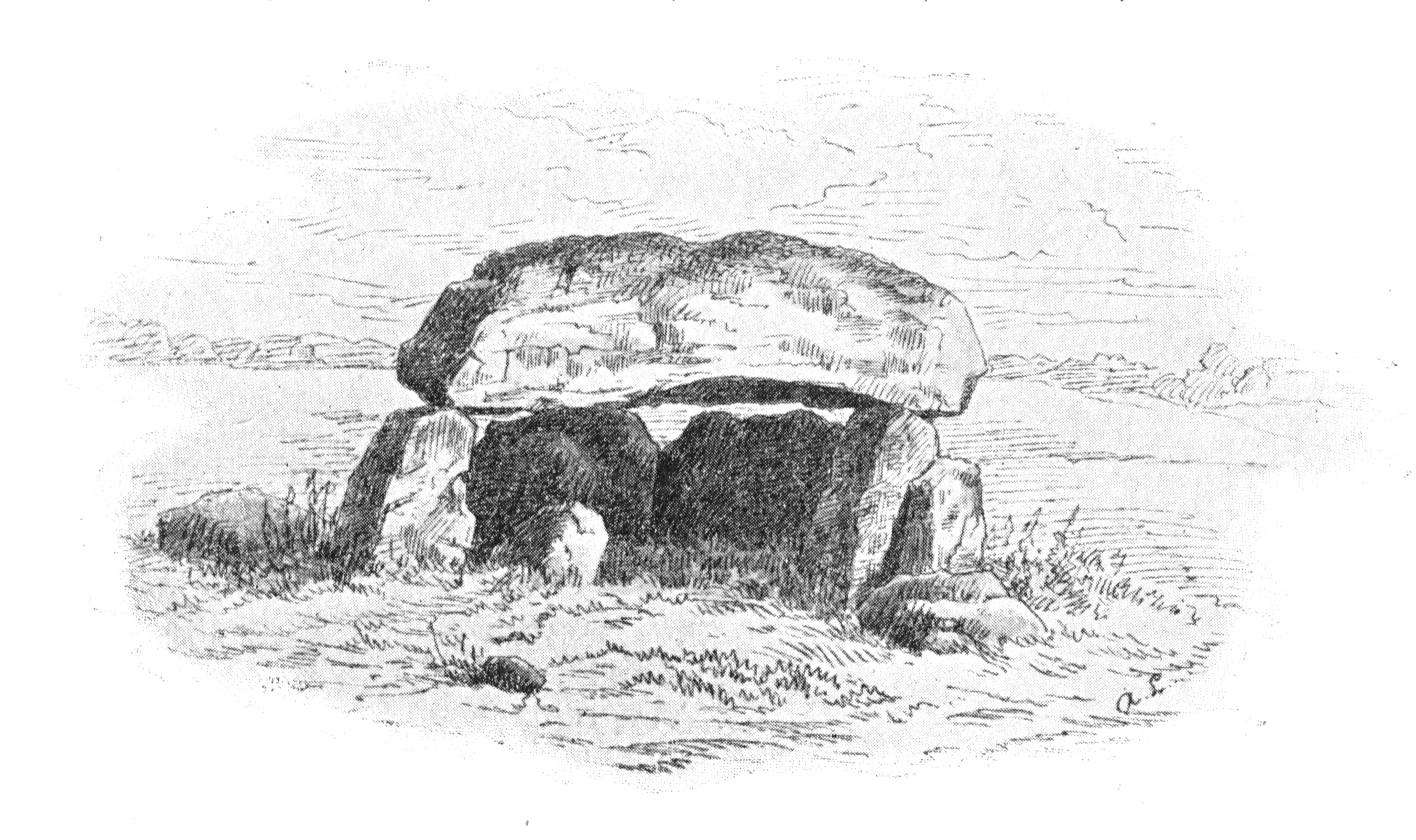
Het hunebed Opferstein bij Birkenmoor, ca. 1895
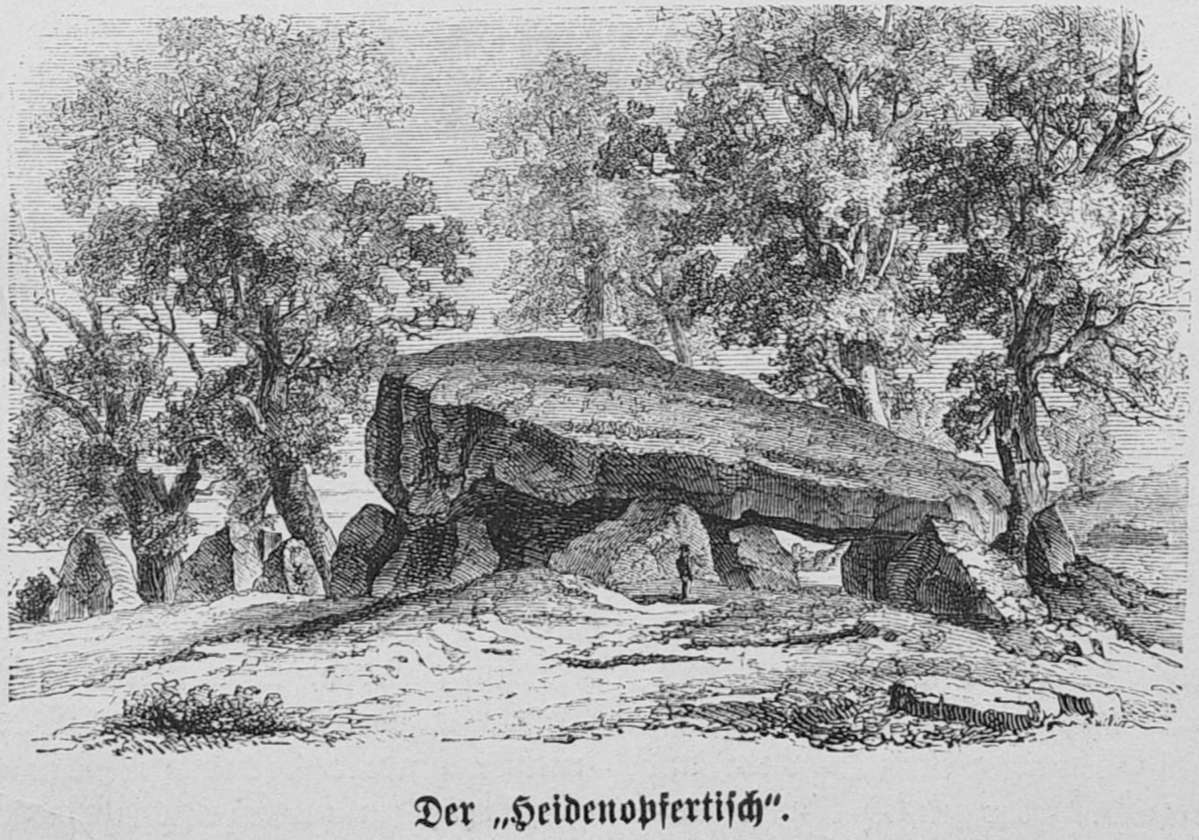
Heidenopfertisch, 1879

## Volksgeloof
Een Piskie (een soort fee) wordt in verband gebracht met dansen bij de offerstenen.

## Afbeeldingen

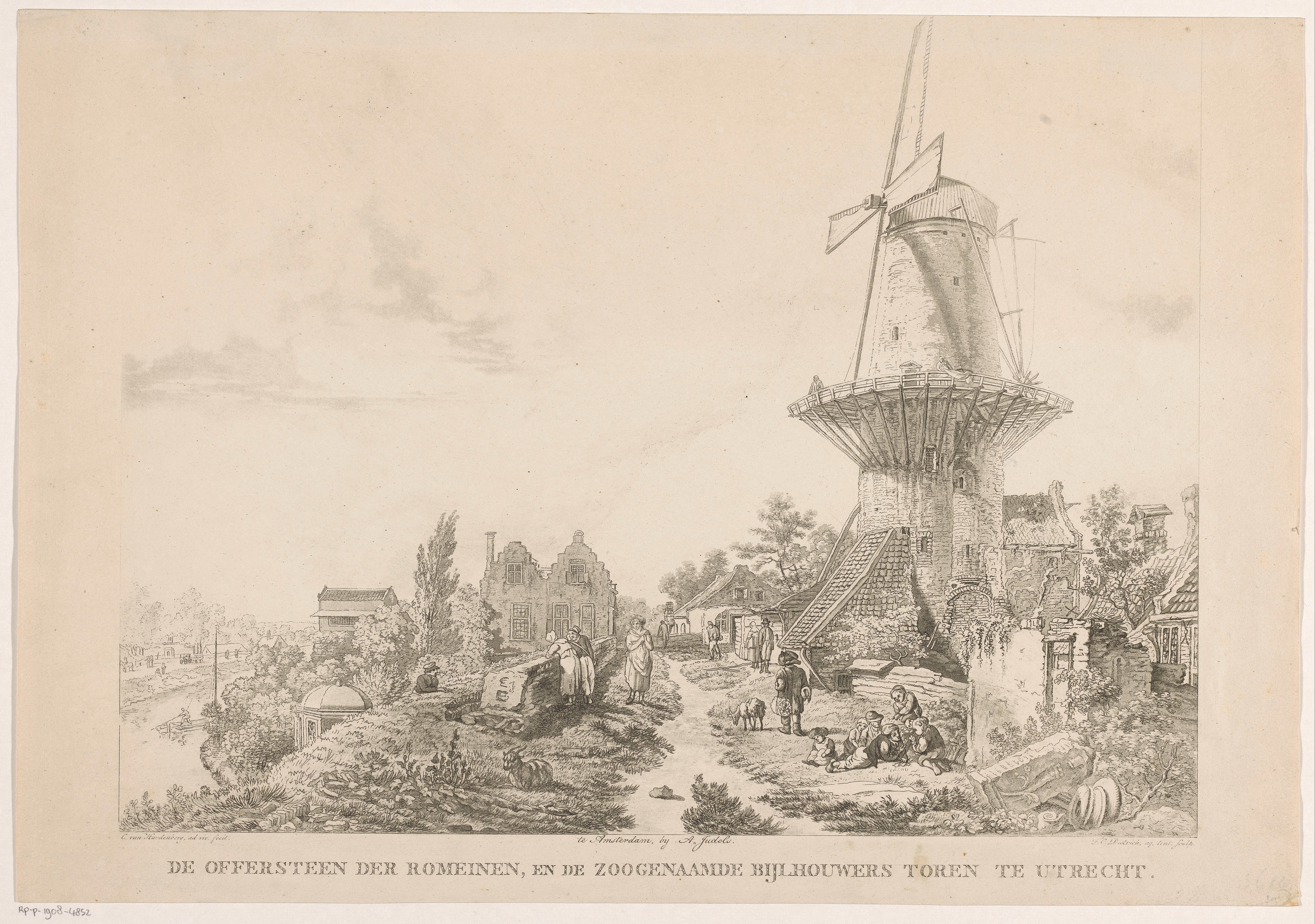
Offersteen der Romeinen en de Bijlhouwerstoren in Utrecht, 1789 - 1843

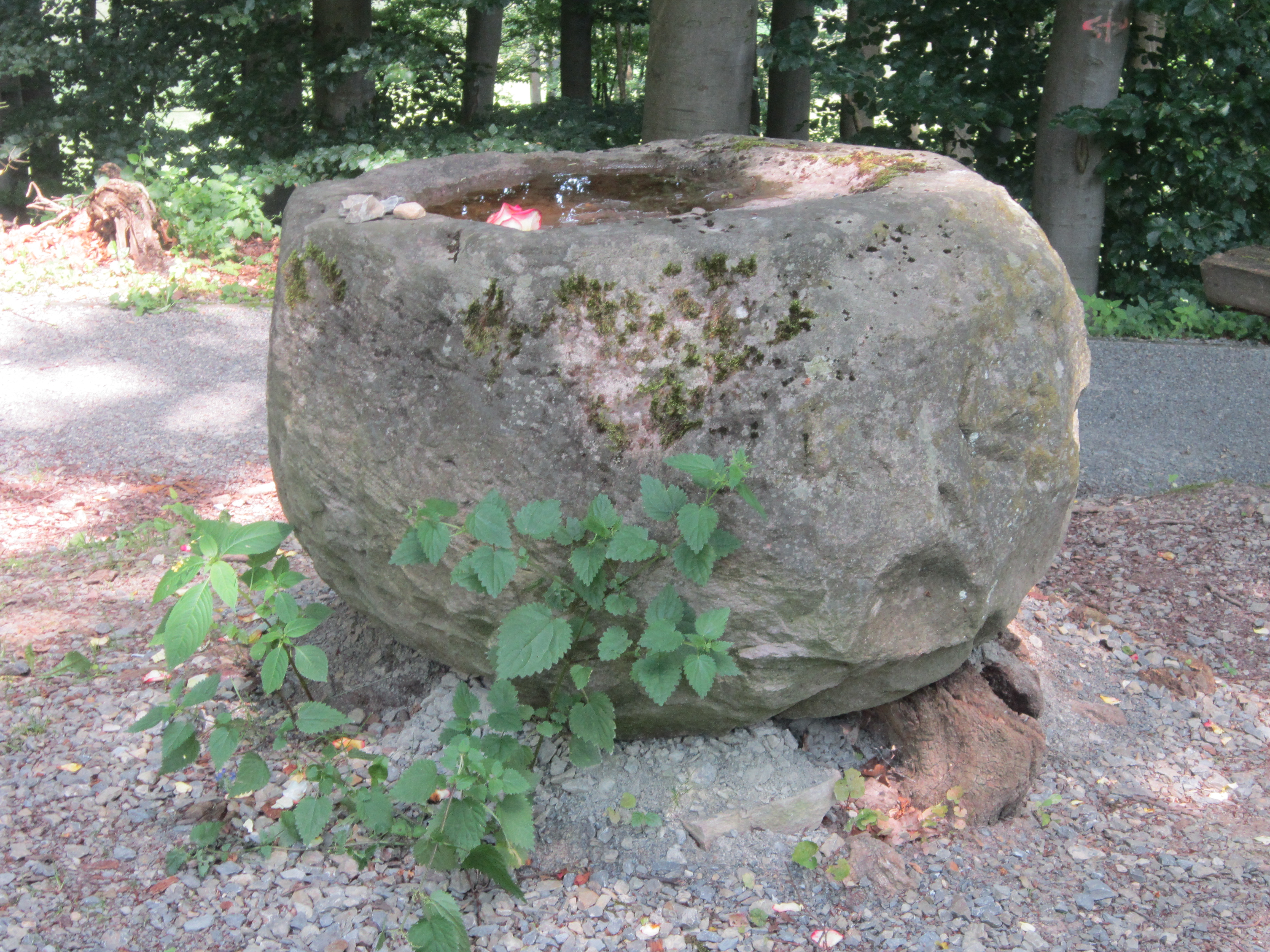
Heidenopferstein op de Staffelsberg
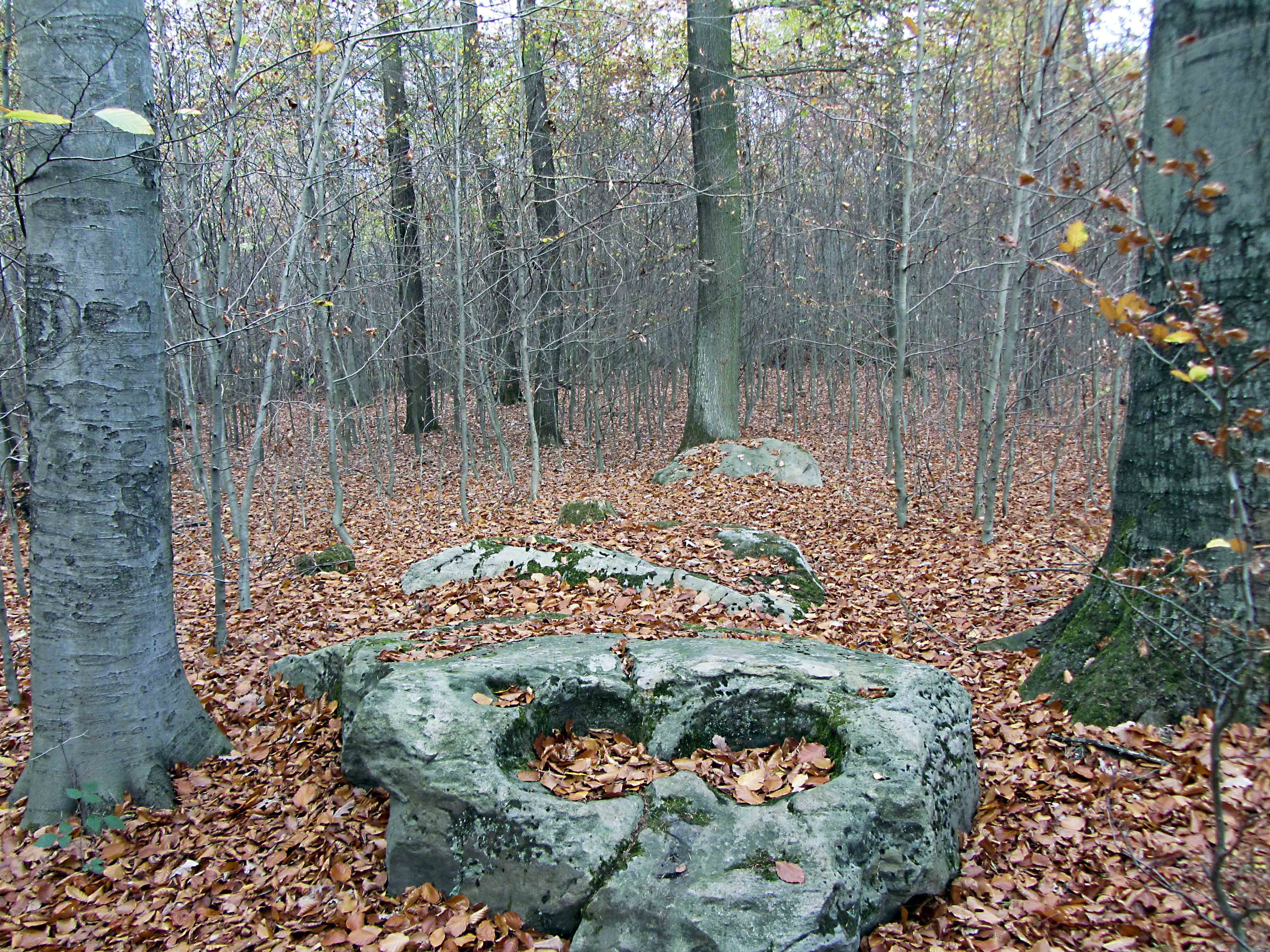
Großsteingrab Marienborn 1
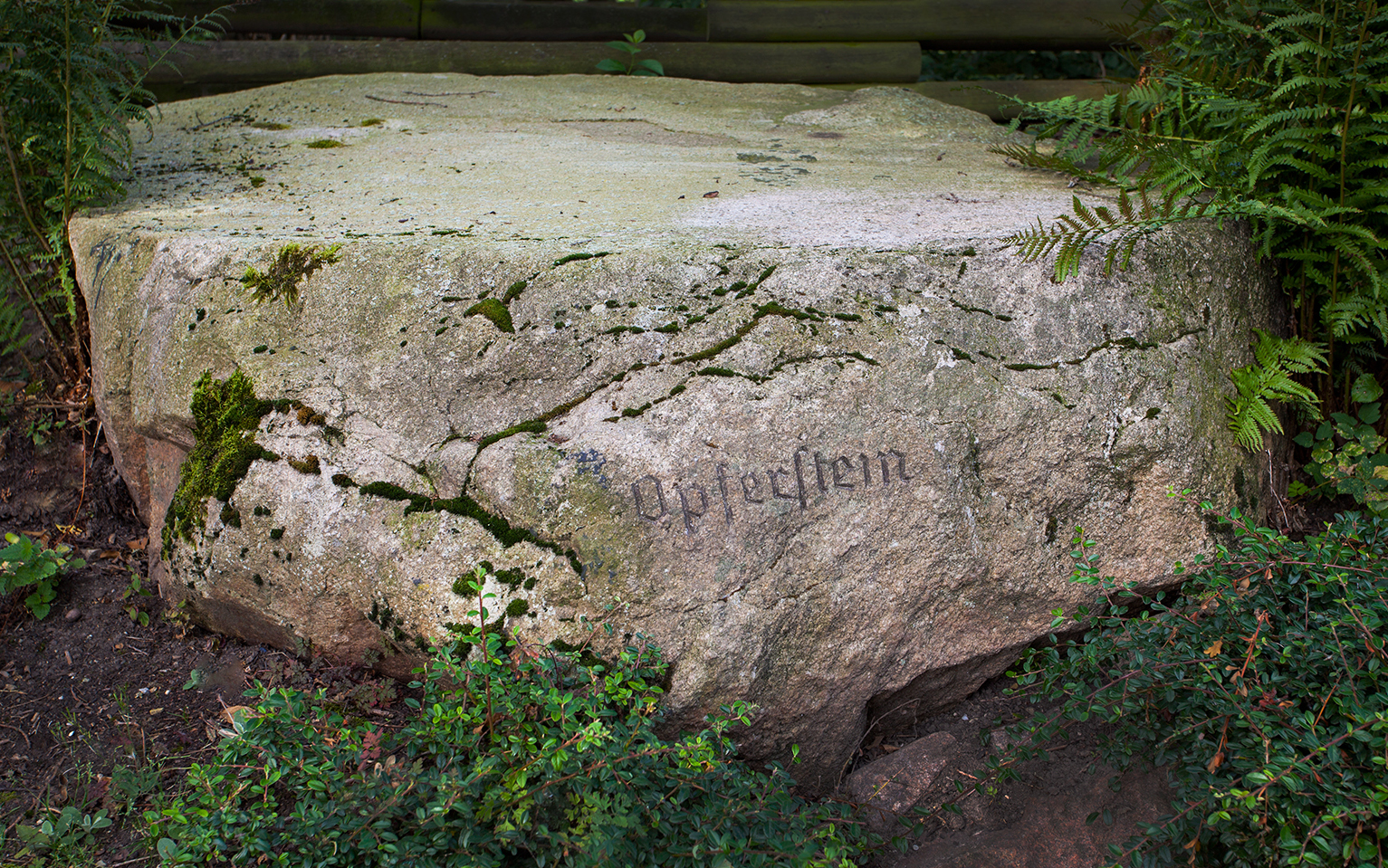
de offersteen bij Wüsten (Bad Salzuflen)
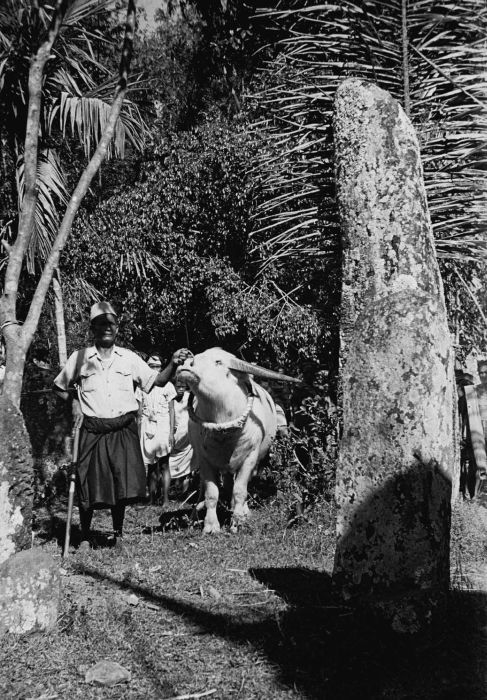
Karbouw bij een offersteen tijdens een dodenfeest van de Toraja in een dorp bij Rantepao, Wereldmuseum Amsterdam
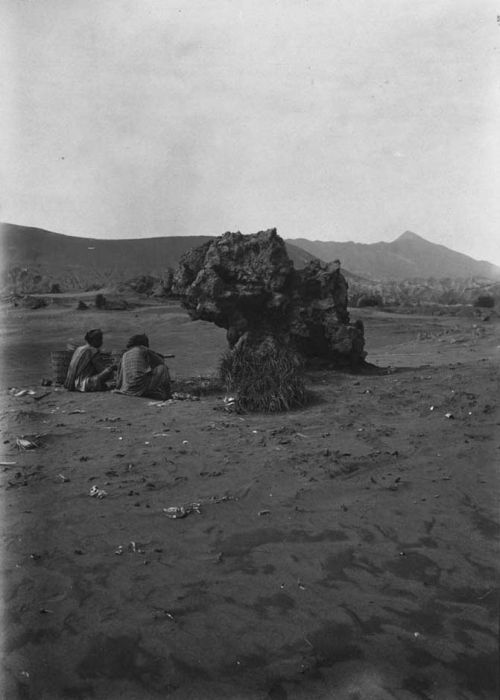
Twee mannen bij een offersteen (watoe wangkoek) in de Zandzee Tenggergebergte Oost-Java
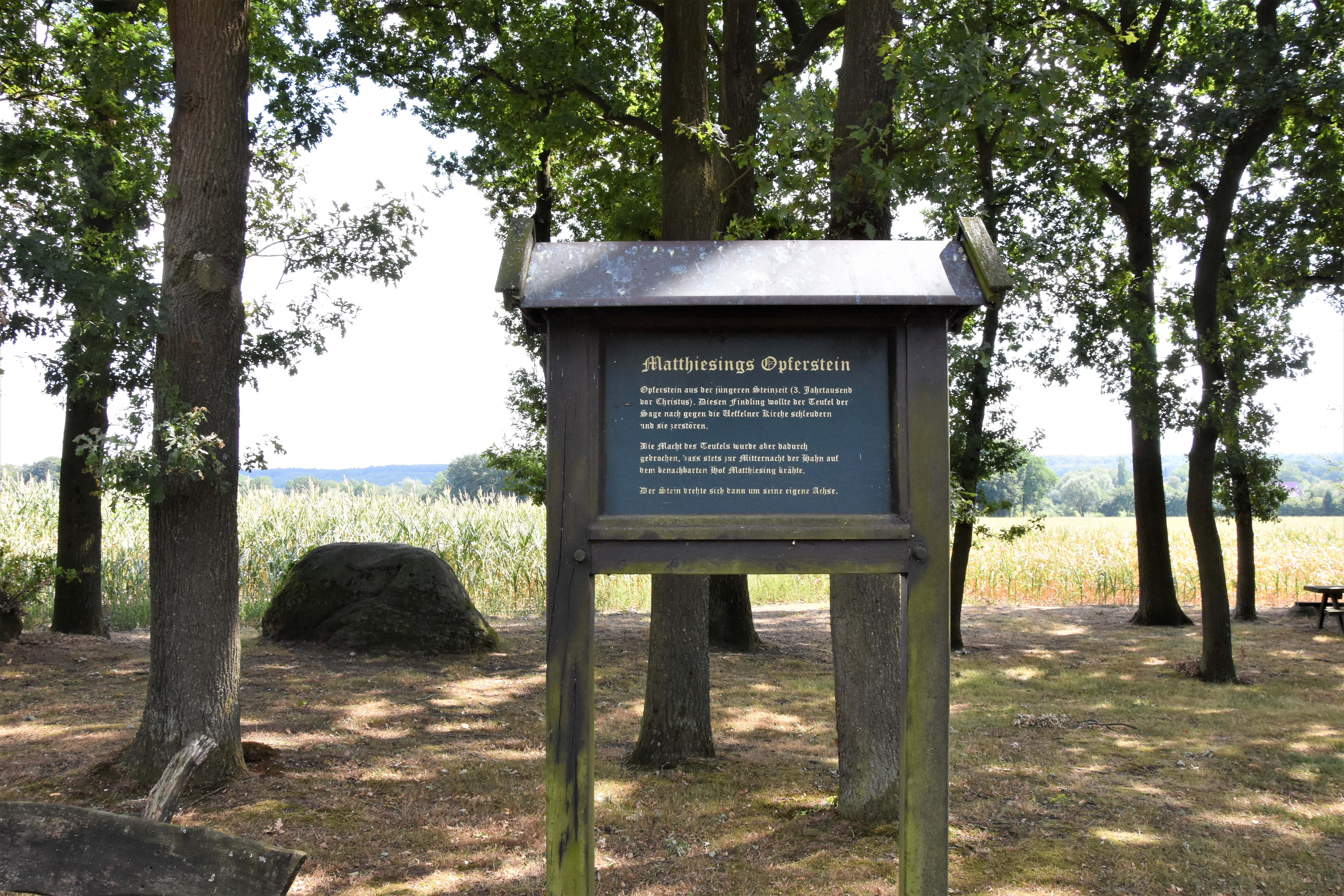
Mathiesings Opferstein
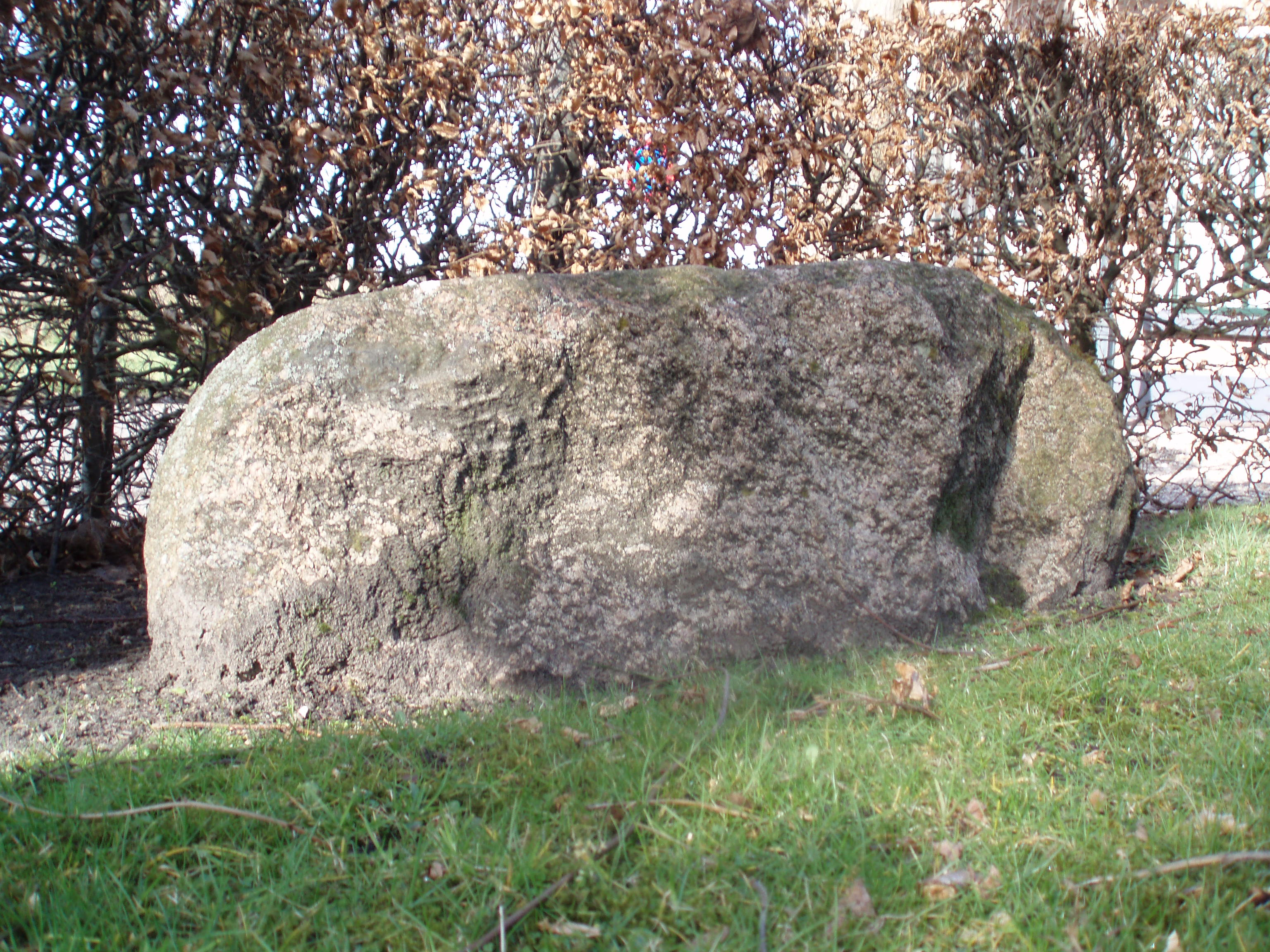
Saksische offersteen voor de Sint-Lambertus of Witte Kerk in Heemse.
Offersteen afgebeeld op het wapen van Anderlingen
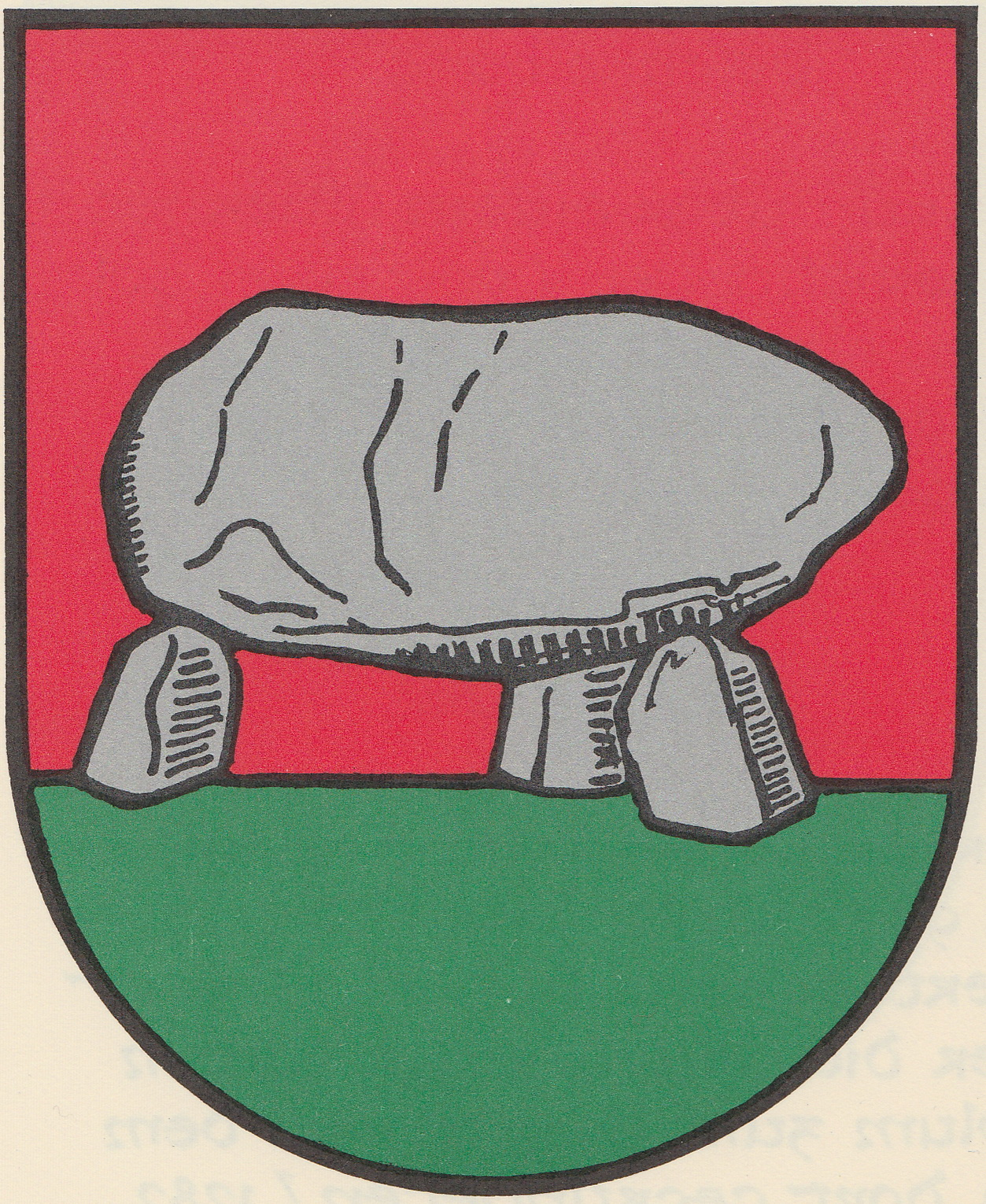
De Opferstein op het wapen van Meckelstedt
De Opferstein op het wapen van Schwienau
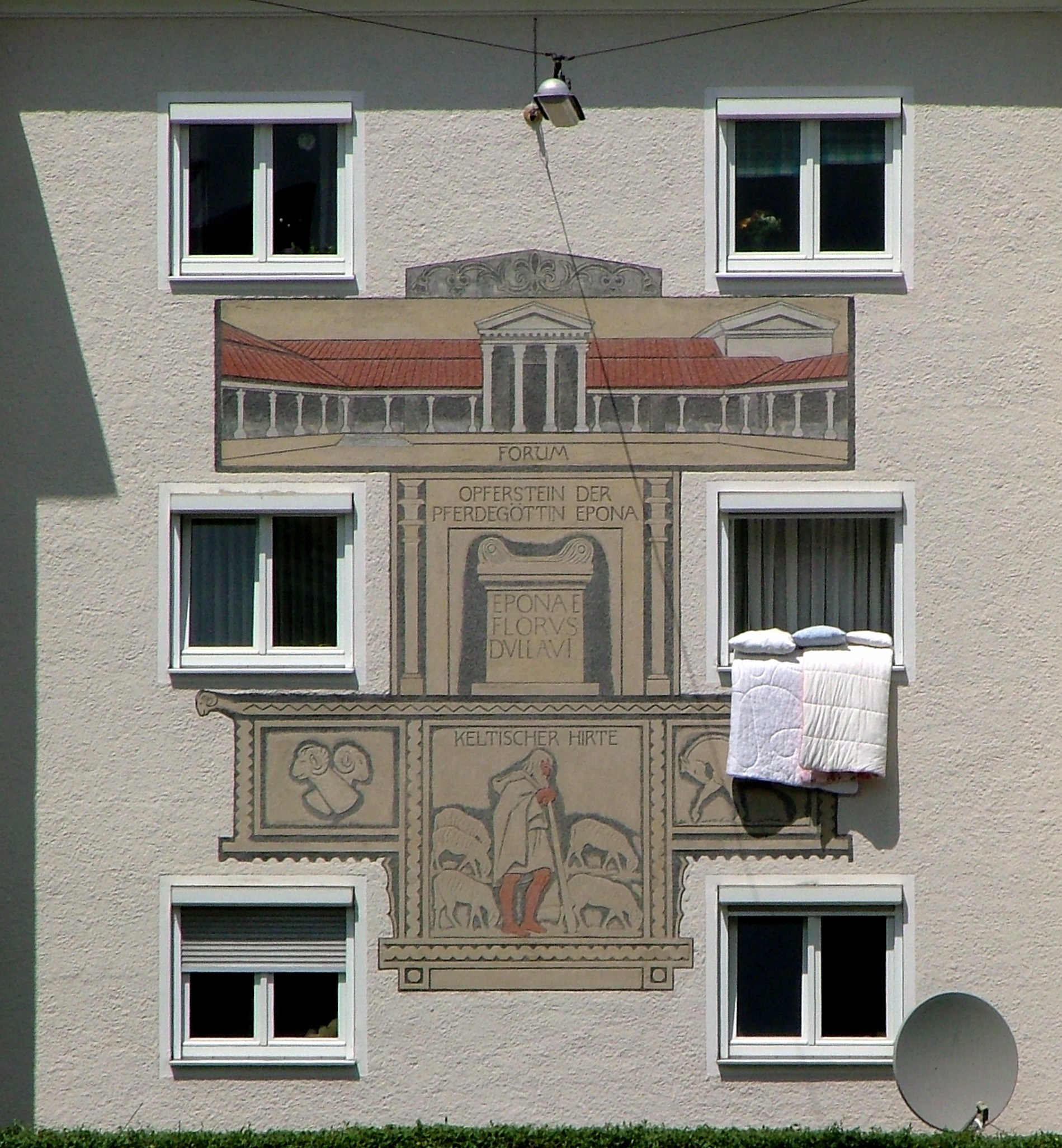
Afbeelding van een offersteen voor Eponia
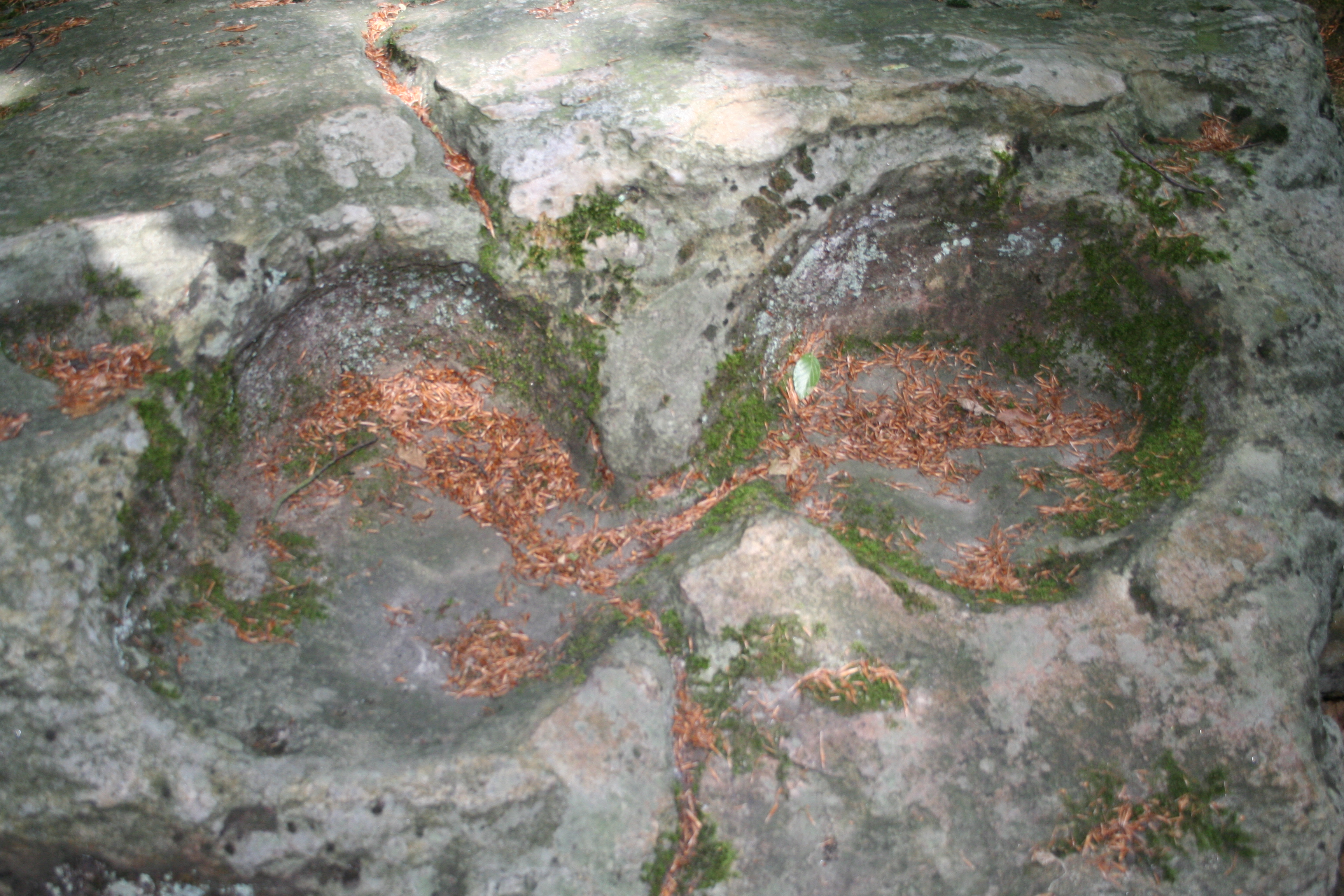
Detail van Großsteingrab Opferstein Marienborn